# Rhinosimus planirostris
Rhinosimus planirostris là một loài bọ cánh cứng trong họ Salpingidae. Loài này được Fabricius miêu tả khoa học năm 1787.